# Оне (Верхняя Сона)
Оне́ (фр. Onay) — коммуна во Франции, находится в регионе Франш-Конте. Департамент — Верхняя Сона. Входит в состав кантона Гре. Округ коммуны — Везуль.
Код INSEE коммуны — 70394.

## География
Коммуна расположена приблизительно в 300 км к юго-востоку от Парижа, в 30 км северо-западнее Безансона, в 45 км к юго-западу от Везуля.
На севере коммуны протекает небольшая река Дюи.

## Население
Население коммуны на 2010 год составляло 73 человека.
| 1962 | 1968 | 1975 | 1982 | 1990 | 1999 | 2010 |
| ---- | ---- | ---- | ---- | ---- | ---- | ---- |
| 69   | 67   | 69   | 71   | 69   | 75   | 73   |

## Экономика
В 2010 году среди 44 человек трудоспособного возраста (15—64 лет) 32 были экономически активными, 12 — неактивными (показатель активности — 72,7 %, в 1999 году было 66,7 %). Из 32 активных жителей работали 32 человека (19 мужчин и 13 женщин), безработных не было. Среди 12 неактивных 6 человек были учениками или студентами, 3 — пенсионерами, 3 были неактивными по другим причинам.